# Манаков, Сергей Валентинович
Сергей Валентинович Манаков (1948 — 9 августа 2012 года) — советский и российский математик, создатель математической теории солитонов, лауреат премии имени С. В. Ковалевской (2007).

## Биография
Родился в 1948 году.
В 1965 году окончил физико-математическую школу Новосибирского академгородка. В 1970 году с отличием закончил физический факультет Новосибирского государственного университета. Дипломная работа, написанная под руководством В. Е. Захарова, была посвящена исследованию колебаний вихревых линий в жидком гелии.
В дальнейшем работал в Институте теоретической физики, где была написана кандидатская диссертация; тема — «метод обратной задачи рассеяния», в дальнейшем названный математической теорией солитонов. При защите членами учёного совета обсуждался вопрос о присуждении ему степени доктора наук за кандидатскую диссертацию. В 1982 году — защитил докторскую диссертацию.
В начале 1990-х годов, перенеся тяжёлую болезнь, смог вернуться к активной деятельности. Умер 9 августа 2012 года.

## Из библиографии
- Захаров В. Е., Манаков С. В., Новиков С. П., Питаевский Л. П. . Теория солитонов. Метод обратной задачи. — М.: Наука, 1980. — 320 с.

## Награды
Премия имени С. В. Ковалевской (совместно с В. В. Соколовым, за 2007 год) — за цикл работ «Новые интегрируемые случаи в гамильтоновой механике с конечным числом степеней свободы».